# Mainz
Mainz (izg. [mạinc], hesenski: Määnz / Meenz, francuski: Mayence) je glavni grad njemačke savezne pokrajine Porajnje i Falačka. Nalazi se na lijevoj obali rijeke Rajne, kraj utoka Majne u Rajnu. Krajem 2023. u gradu je živjelo 222.889 stanovnika. Nalazi se u metropolitanskoj regiji Frankfurt Rajna-Majna, drugoj najvećoj metropolitanskoj regiji Njemačke nakon Rajna-Ruhra, koja također obuhvaća gradove: Frankfurt na Majni, Wiesbaden, Darmstadt, Offenbach na Majni i Hanau.
Mainz je kulturno središte s nizom starih građevina od kojih se ističe romanička katedrala izgrađena od 10. do 12. st. Mainz je također jedan od povijesnih ShUM-gradova, kulturna središta židovskog života u Njemačkoj tijekom srednjeg vijeka. Njegova židovska nalazišta (zajedno s onima u Speyeru i Wormsu) uvrštena su na UNESCO- ov popis mjesta svjetske baštine u Europi 2021. godine
Mainz je grad prijatelj grada Zagreba. Sjedište nekoliko televizijskih i radio postaja, uključujući Südwestrundfunk (SWR) i ZDF (Druga njemačka televizija). Mainz je i glavno uporište rajnskog karnevala (Mainzer Fastnacht).

## Povijest
Mainz je, na mjestu keltskog naselja, osnovao rimski general Neron Klaudije Druz 13. pr. Kr. pod imenom Castrum Mogontiacum ili Moguntiacum, koje je u 1. st. postaolo glavnim gradom rimske provincije Germanije Superior. Iz tog doba sačuvani su ostatci obrambenih zidova, tzv. Jupiterov stup, akvedukt, nekropola, amfiteatar. 
Već u ranokršćansko doba grad je bio sjedište biskupa. U doba seobe naroda bio je razoren, a Franci su ga naselili od 459. godine nadalje. Kao naselje je obnovljen u 6. st., a 747. postao je sjedištem nadbiskupije Mainz (do 1801., kada ju Francuzi proglašavaju biskupijom) Svetog Rimskog Carstva, od 14. st. glavni grad i sjedište nadbiskupa-izbornika Mainza, primasa Njemačke. Katedrala u Mainzu jedna je od tri rajnske carske katedrale, uz katedralu u Speyeru i katedralu u Wormsu.
Godine 1118. Mainz je dobio gradske povlastice, a 1244. bio je proglašen slobodnim carskim gradom. Gospodarski i kulturni procvat doživio je u 13. st., kada se nalazio (od 1254.) na čelu Rajnskoga saveza gradova. Mainz je i rodno mjesto Johannesa Gutenberga, koji je izumio tiskarski stroj i uveo tiskarstvo u Europu. Godine 1461., svađa između dva nadbiskupa, Diethera od Isenburga i Adolpha II. od Nassaua, izazvala je nemire u gradu. Adolph II. je 1462. zauzeo grad i dao ubiti oko 400 građana (uglavnom pripadnika židovske zajednice u Mainzu koja datira iz 10. st.) i prognao još 400, uključujući Johannesa Gutenberga, te je gradu oduzeo gradsku povelju i status carskog grada. Diether je poslije njegove smrti (1475.) vraćen na mjesto nadbiskupa Mainza i osnovao je sveučilište u Mainzu (1477.). 
U Tridesetogodišnjem ratu (1618.–1648.) Mainz su 1631. osvojili Šveđani, a 1644. Francuzi, koji su ga ponovo zauzimali 1688. i 1792. god. God. 1801.–1814. bio je glavni grad francuskog departmana Donnersberg. God. 1816. pripao je članu Njemačkoga saveza Hessenu, ali su ga kao saveznu tvrđavu do 1866. zajednički držali Pruska, Austrija i Narodna država Hessen. Nakon I. svjetskog rata bio je pod okupacijom francuskih vojnih snaga (do 1930.). Godine 1923. Mainz je sudjelovao u separatističkom pokretu u Porajnju koji je proglasio Rajnsku Republiku (1923.-1924.).
Mainz je teško stradao tijekom savezničkih bombardiranja u II. svjetskom ratu, kada je stradalo oko 80% građevina, uključujući većinu povijesnih zgrada.
Od 1945. do 1949. grad je bio dio francuske okupacijske zone u kojoj je postao glavni grad nove države, Porajnje-Falačka (od 1946.). Prije je Mainz imao šest općina s druge strane Rajne, od koji su tri pripojene Wiesbadenu, a tri su sada neovisne.

## Znamenitosti
Glavne znamenitosti Mainza su:
- Staro židovsko groblje Mainz (Judensand, slika desno), UNESCO-va svjetska baština (ShUM gradovi)[3]
- Crkve:
  - Romanička katedrala sv. Martina (Mainzer Dom) iz 10. do 12. st.
  - Crkva sv. Ivana, crkvena zgrada iz 7. stoljeća
  - Crkva sv. Stjepana (St. Stefan) s poslijeratnim prozorima Marca Chagalla.
  - Kristova crkva (Christuskirche), izgrađena 1898.–1903., bombardirana 1945. i obnovljena 1948.–1954.
  - Ruševine crkve sv. Kristofa
  - Rokoko crkve sv. Augustina (Augustinerkirche, Mainz) i sv. Petra (Peterskirche, Mainz)
  - Crkve sv. Ignacija (1763.) i sv. Quintina.
- Muzeji:
  - Rimsko‑germanski središnji muzej (Römisch-Germanisches Zentralmuseum) dom je rimskih, srednjovjekovnih i ranijih artefakata
  - Muzej antičkog pomorstva ( Museum für Antike Schifffahrt ). U njemu se nalaze ostaci pet rimskih brodova s kraja 4. stoljeća, otkriveni 1980-ih
  - Gutenbergov muzej – izlaže originalnu Gutenbergovu Bibliju među mnogim drugim tiskanim knjigama iz 15. stoljeća i kasnije
- Obrazovne institucije:
  - Sveučilište Johannes Gutenberg (Johannes Gutenberg-Universität Mainz, 1477.–1798., ponovno otvoreno 1946); Domus Universitatis (1615.) je stoljećima bila najviša građevina u Mainzu; Vrt Johanna Gutenberga, botanički vrt koji održava sveučilište
  - Akademija znanosti i književnosti,
  - Max‑Planckovi instituti za kemiju i za istraživanje polimera
  - Gradska knjižnica (osnovana 1477.)
- Ostali spomenici:
  - Državno kazalište Mainz
  - Konzervatorij
  - Renesansni dvorac (12.-15. st.) danas muzej Izborne palače (Kurfürstliches Schloss), rezidencija princa-izbornika.
  - Ostatci srednjovjekovnih gradskih zidina (citadela) s tornjevima: Željezni toranj (Eisenturm), toranj gradskih vrata na bivšoj željeznoj tržnici iz 13. stoljeća i Drveni toranj (Holzturm), toranj gradskih vrata na bivšoj tržnici drva iz 15. stoljeća.

- Bivša kolegijalna crkva sv. Stjepana
- Izborna palača
- Veliki Jupiterov stup u Mainzu, replika ispred parlamenta Porajnja-Falačke pokrajine
- Fontana na tržnici (1526.) je najveća renesansna fontana u Njemačkoj
- Spomenik Johannesu Gutenbergu (Karlheinz Oswald), Karmeliterplatz
- Most Theodora Heussa

## Gospodarstvo i promet
Od polovice 15. st. snažna tiskarska i izdavačka djelatnost. U Mainzu je značajna proizvodnja stakla, računala, strojeva, cementa, preciznih instrumenata, kemijskih i prehrambenih proizvoda. Mainz je trgovačko središte vinorodnoga kraja (Rheinhessen) poznatog po proizvodnji kvalitetnih pjenušavih i drugih vina. 
Mainz je glavno prometno središte u južnoj Njemačkoj. Važna je komponenta u europskoj distribuciji jer ima petu najveću intermodalnu luku u Njemačkoj. Kako bi se otvorio prostor uz gradsku obalu za stambenu izgradnju, Luka Mainz je 2010. god. premještena je dalje na sjever. Lučki promet je te godine iznosio 3,4 mil. t. 
Mainz je povezan s Frankfurtom na Majni brzim željezničkim tranzitnim sustavom Rajna -Majna S-Bahn. Glavni kolodvor u Mainzu ili Mainz Hauptbahnhof svakodnevno posjećuje 80.000 putnika. Opslužuje ga 440 dnevnih lokalnih i regionalnih vlakova (StadtExpress, RE i RB) i 78 vlakova na duge relacije (IC, EC i ICE). Glavni kolodvor u Mainzu je i čvorište za tramvajsku mrežu u Mainzu i važno autobusno čvorište za grad i regiju (RNN, ORN i MVG).  

## Sport
Nogometni klub iz Mainza zove se Mainz 05 i trenutačno igra u Bundesligi, najvišoj njemačkoj ligi.

## Zbratimljeni i prijateljski gradovi
Mainz je grad partner sa:
| - Baku Azerbajdžan (prijatelji od 1984.) - Dijon Francuska (zbratimljeni od 1957.) - Erfurt, Njemačka (zbratimljeni od 1988.) - Haifa Izrael (zbratimljeni od 1981.) - Kigali Ruanda (prijatelji od 1982.) - Louisville SAD (zbratimljeni od 1994.) | - Longchamp Francuska (1966., samo sa Mainz-Laubenheim) - Odesa Ukrajina (zbratimljeni od 2024.) - Rodeneck Italija (1977., samo sa Mainz-Finthen) - Valencia Španjolska (zbratimljeni od 1978.) - Zagreb Hrvatska (zbratimljeni od 1967.) - Watford Ujedinjeno Kraljevstvo (zbratimljeni od 1956.) |

## Vanjske poveznice
- Službena stranica (njem.) (engl.) (fr.)
- Vrijedno viđenja. Živjeti u Mainzu! Službena stranica grada na hrvatskom jeziku
- Njemački grad u kojem je misao krenula u tisak, adiva.hr

### Ostali projekti
|  | Zajednički poslužitelj ima još gradiva o temi Mainz |